# Hartliebhaus

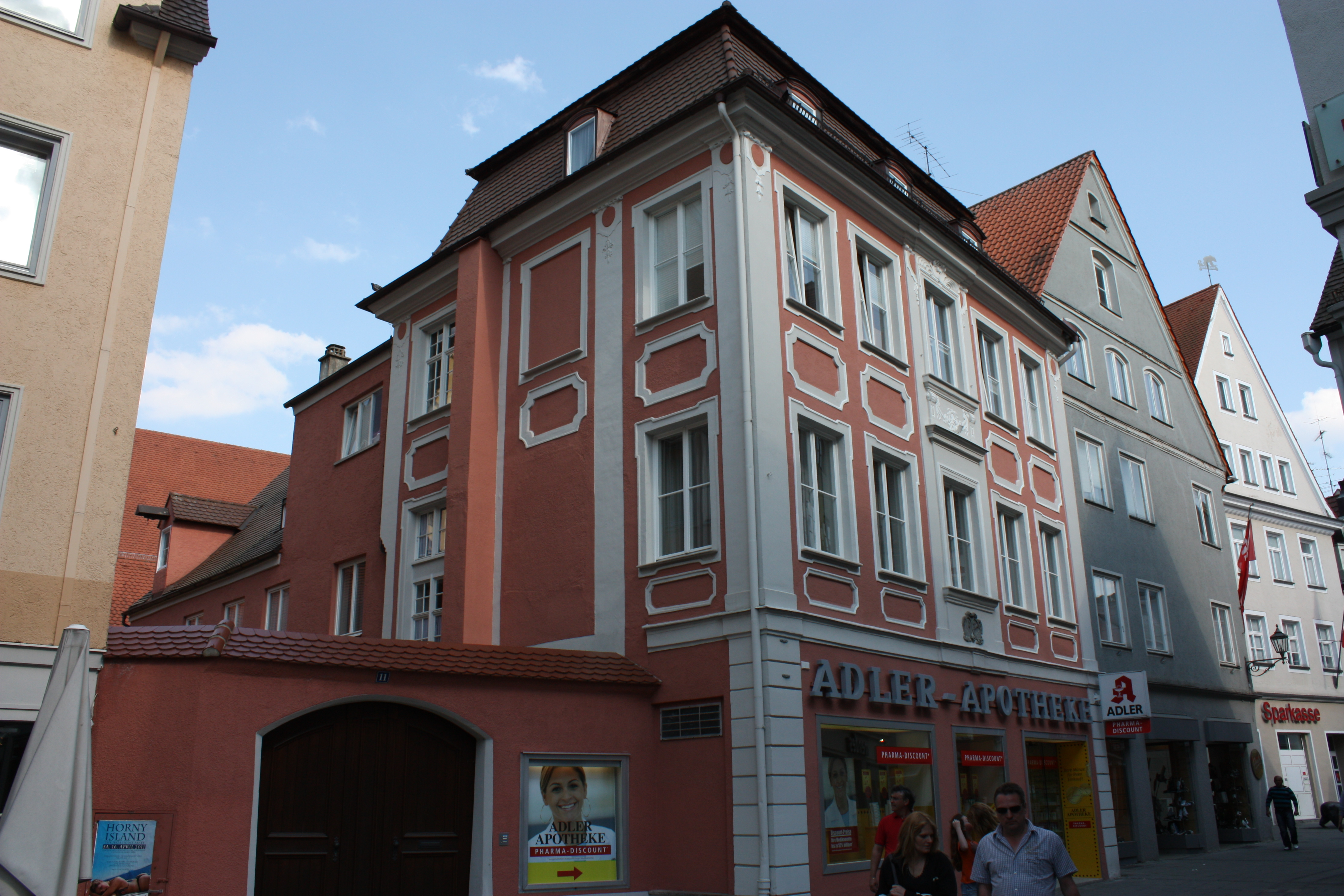
Das Hartliebhaus

Das Hartliebhaus, auch Kramerstraße 11 ist ein unter Denkmalschutz stehendes Haus in der Altstadt Memmingens. Es steht in etwa der Mitte der nördlichen Kramerstraße und ist Teil der alten Welfenstadt.
Das dreigeschossige Haus besitzt fünf zu drei Achsen und ein Mansarddach. Es wurde im zweiten Viertel des 18. Jahrhunderts erbaut. Das Portal ist stichbogig und durch moderne Ladeneinbauten im Untergeschoss zugesetzt. Zwei genutete Lisenen befinden sich an den Ecken des Untergeschosses. Die beiden Obergeschosse sind durch Pilaster an den Kanten zusammengefasst. Die mittlere Achse besitzt einen flachen Risalit. Die Felderungen unter den Fenstern sind schlicht, an der Mittelachse befindet sich etwas Stuck mit Allianzwappen und Palmwedel.
Das Treppenhaus besitzt schlichten Rahmenstuck, die Holzgeländer haben schlanke Holzbaluster. Die Decke im zweiten Obergeschoss hat einen geschwungenen Stuckrahmen. Im Hinterhaus befindet sich ein zweiter Treppenaufgang mit schlanken Holzbalustern.